# Josia striata
Josia striata är en fjärilsart som beskrevs av Druce 1885. Josia striata ingår i släktet Josia och familjen tandspinnare. Inga underarter finns listade i Catalogue of Life.